# Stapelstauchwiderstand

Stapelstauchpresse

Der Stapelstauchwiderstand (BCT-Wert von englisch Box compression test) gibt die Kraft an, die eine Verpackung aufnehmen und abtragen kann, ohne einzuknicken.
Der BCT-Wert ist also ein Maß für die Stabilität einer Verpackung und wird in kN (Kilonewton) angegeben. Dieser Wert ist abhängig von der Luftfeuchte bzw. Eigenfeuchte der Faltschachtel sowie vom Materialaufbau (Karton, Vollpappe, Wellpappe; ein- oder mehrwellig/-lagig; Kraftliner, Testliner, Fluting, Faserlänge usw.). Über den Kantenstauchwiderstand (ECT-Wert) kann man näherungsweise mit der McKee-Formel den BCT-Wert errechnen. Zur Berechnung des BCT-Wertes ist die Formel nach McKee am einfachsten, aber auch am ungenauesten. In der Praxis wird der BCT-Wert mit Hilfe einer Stapelstauchpresse ermittelt. 